# Rogier van Aerde
Rogier van Aerde, pseudoniem van Adolf Josef Hubert Frans van Rijen (Rotterdam, 4 oktober 1917 – Apeldoorn, 8 november 2007) was een Nederlandse schrijver en journalist. Hij debuteerde in 1941 met Kaïn en had met dit boek onmiddellijk veel succes. "Een meesterlijk debuut", schreef Anton van Duinkerken.
In Van Aerdes necrologie die op 21 november 2007 in Trouw verscheen, stond:
"’Kaïn’ liep als een trein en werd zelfs vertaald, maar Van Rijen verdiende er geen stuiver aan. Net als z’n vader was Aad van Rijen weinig zakelijk. Hij had bij uitgeverij Urbi et Orbi een wurgcontract getekend waarin stond dat hij er nooit meer dan 1000 gulden aan zou verdienen en dat hij tot 1950 niet naar een andere uitgever mocht overstappen. Bovendien werd het boek door de Duitsers verboden: het zou ’Joodsch van geest’ zijn. Ze gingen ook na of de schrijver wel arisch was."
Rogier van Aerde schreef verder reportages voor de Volkskrant, de Katholieke Illustratie en later de Margriet en de Nieuwe Revu en ook nog een reeks boeken waarmee hij echter niet meer het succes bereikte als met zijn debuut.
Sinds jaar en dag kerkten de van huis uit katholieke Van Aerde en zijn vrouw, die hij al sinds de oorlog kende, in de Amsterdamse Studentenekklesia van Huub Oosterhuis.